# Nagyuktogmiut
Nagyuktogmiut, jedno od brojnih skupina središnjih eskimskih plemena koji su obitavali na sjevernoj obali Coronation Gulfa na otoku Victoria, Kanada. Nagyuktogmiute prvi puta spominje Fanklin 1821, kao (“Nagge-ook-tor-moeoot”) u kraju kod ušća rijeke Coppermine. Oni su poznati i kao “Deer Horn Esquimaux,” i jedna su od najznačajnih skupina Bakrenih Eskima.